# Migros-Hochhaus
Das Migros-Hochhaus ist ein Hochhaus im Industriequartier in Zürich. Es ist im Besitz des Migros-Genossenschafts-Bundes, der auch der Hauptmieter des Gebäudes ist.
Das 74 Meter hohe Hochhaus mit 21 Stockwerken ist Teil einer Überbauung an der Nordseite des Limmatplatzs. Sie belegt den ganzen Häuserblock, der von Limmatstrasse, Sihlquai, Kornhausbrücke und Gasometerstrasse gebildet wird. Im vierten Stock des Migros-Hochhauses war bis Oktober 2020 die Kleinkunstbühne des Migros-Kulturprozents untergebracht. Das Gebäude steht unter Denkmalschutz der Stadt Zürich.

## Geschichte
Ursprünglich war eine grössere Überbauung geplant, die später auf das Hochhaus mit dem Sockelgeschoss für Einkaufsläden reduziert wurde. Das Gebäude wurde von S+M Architekten entworfen. Für den Bau wurde eine Arbeitsgemeinschaft gebildet, die aus den Firmen Nussbaumer, Spaltenstein und Hch. Koradi bestand. Für den Bau wurden vier Turmkrane eingesetzt – zwei für das Sockelgeschoss und zwei für das Hochhaus. Das Gebäude konnte im September 1981 bezogen werden.
2003 wurde das Gebäude energetisch saniert und mit neuer Haustechnik versehen, sodass es dem Minergie-Standard für Sanierungen entspricht. Dies war nur möglich, weil die Fassade bereits beim Bau mit einer sehr guten Isolation versehen wurde, was in der damaligen Zeit noch nicht üblich war.